# Banksia menziesii
Banksia menziesii är en tvåhjärtbladig växtart som beskrevs av Robert Brown. Banksia menziesii ingår i släktet Banksia och familjen Proteaceae. Inga underarter finns listade i Catalogue of Life.